# Blankenbach
Blankenbach es un municipio alemán, ubicado en el distrito de Aschaffenburg, en el Regierungsbezirk de Baja Franconia, en el Estado federado de Baviera. Asimismo, forma parte de la Verwaltungsgemeinschaft (comunidad administrativa) de Schöllkrippen.
Se encuentra a unos 17 km de Aschaffenburg y Alzenau. Junto con los municipios de Kleinkahl, Krombach, Schöllkrippen, Sommerkahl, Westerngrund y Wiesen, Blankenbach forma la  Verwaltungsgemeinschaft (comunidad administrativa) de Schöllkrippen en Kahlgrund, una zona al norte de Spessart.